# Panzer 61
Il Panzer 61 (o Pz. 61) è un carro armato medio svizzero del dopoguerra.

## Storia
Nel dopoguerra vennero acquistati 200 Centurion inglesi, poi seguiti da altri 100 provenienti da stock sudafricani. Questi potenti carri armati erano davvero pesanti e ingombranti per il territorio svizzero, così l'arsenale di Thun, già utilizzato per la produzione di cacciacarri della serie NK, si organizzò per un nuovo mezzo. Esso venne completato nel 1958, chiamato KW 30, armato con cannone da 90 mm a canna lunga, probabilmente americano.
Il secondo prototipo aveva probabilmente il cannone da 83,4 mm inglese (l'Ordnance QF 20 lb), e venne completato nel 1959. Chiamato Pz 58 (Pz sta per Panzer), armato con un cannone coassiale da 20mm con una lunga canna sporgente dalla torretta. Scafo e torre erano entrambi realizzati per fusione, con il primo di questi componenti abbastanza alto, mentre la seconda era molto compatta, quasi minuscola. Ne vennero costruiti 10 soltanto, tra il 1960 e il 1961. Il cannone da 83 mm era un'arma abbastanza potente, ma per l'epoca venne ad esser disponibile un derivato, il cannone da 105/51 mm L7, che permetteva una maggiore potenza.
Così vennero anche costruiti dei nuovi carri, i Pz 61, che vennero prodotti in grande serie, 150, tra il 1965 e il 1968. 
La produzione di questo carro era basata sul progetto che comprendeva un cannone da 105mm, una mitragliera da 20mm coassiale, motore diesel and for the initial prototype of the Brückenlegepanzer 68. e corazza di fusione per la torretta (molto ingrandita) e lo scafo, costruiti con forme più aggressive e moderne. Questi mezzi erano i primi carri importanti ideati e prodotti in quantità in Svizzera, ma ancora si volle aggiornare il progetto in maniera più significativa con il Panzer 68.